# Glenea sulphurea
Glenea sulphurea là một loài bọ cánh cứng trong họ Cerambycidae.